# Facoltà valdese di teologia
La Facoltà valdese di teologia è il più antico e prestigioso istituto di preparazione teologica protestante in Italia. Iniziò i propri corsi nel 1855 a Torre Pellice (Torino) con due professori e due studenti. Dopo alcuni anni di presenza a Firenze, attualmente la Facoltà è, dal 1922, presente a Roma, in via Pietro Cossa, 42, nei pressi di Piazza Cavour. Oggi è il maggior punto di riferimento teologico e culturale protestante in Italia. L'attuale decano è il professore ordinario di Storia della Chiesa Lothar Vogel mentre il Vicedecano è il professore ordinario di Nuovo Testamento Eric Noffke.
Dall'adesione dei valdesi alla Riforma protestante (Sinodo di Chanforan – 1532) fino alla loro emancipazione (Lettere Patenti – 1848), la formazione dei pastori valdesi dovette avvenire all'estero, principalmente a Ginevra, Losanna e Basilea. Ottenuti i diritti civili, i valdesi – confinati nelle loro valli – decisero senza indugio di rivolgere la loro predicazione al resto d'Italia che, in quegli anni, si andava unificando. Fu proprio questa prospettiva missionaria che fece nascere l'esigenza di una istituzione italiana per la formazione dei pastori.

## La Scuola teologica valdese

### Torre Pellice 1855-1861
La Scuola teologica valdese venne istituita a Torre Pellice, nel cuore delle valli valdesi, dove rimase fino al 1861. Ciò, forse in contraddizione con le intenzioni missionarie, avvenne soprattutto con il fine di radicare la nuova istituzione nel proprio contesto. Nel resto d'Italia la presenza valdese era ancora scarsa e si ritenne prudente che la Facoltà si sviluppasse in un ambiente vitale solidale e coeso. Già nelle discussioni sinodali che precedettero la sua istituzione, comunque, si levarono voci che premevano affinché come sede della Facoltà si scegliesse Torino – a quel tempo capitale d'Italia – e che giudicavano la scelta di Torre Pellice eccessivamente prudente sul piano missionario e rischiosamente svantaggiosa su quello scientifico. Già in questo periodo, infatti, si prefigurava una scuola teologica che sapesse mantenere una sana dialettica tra il radicamento ecclesiastico necessario ad una istituzione di formazione dei pastori e le esigenze accademiche dello studio fondato sulla libera ricerca scientifica.

### Firenze 1861-1922
Nel 1861 la Scuola teologica valdese venne trasferita a Firenze, dove rimase fino al 1922. Firenze era una città con una numerosa e variegata presenza protestante ed anche se gli scopi originari della Facoltà rimasero gli stessi (la formazione dei pastori e la ricerca scientifica), certamente il nuovo contesto impose nuovi approcci. Sotto l'influsso del Risveglio, i docenti ritennero il loro compito essere più diretto all'evangelizzazione che all'attività scientifica. Va precisato però che l'obiettivo formativo era “… un pastorato serio, colto, spirituale e coscienzioso.” A Firenze insegnarono fra gli altri Giovanni Luzzi (1856-1948), autore della traduzione biblica in uso nelle chiese evangeliche per quasi tutto il XX secolo e Paolo Geymonat (1827-1907).

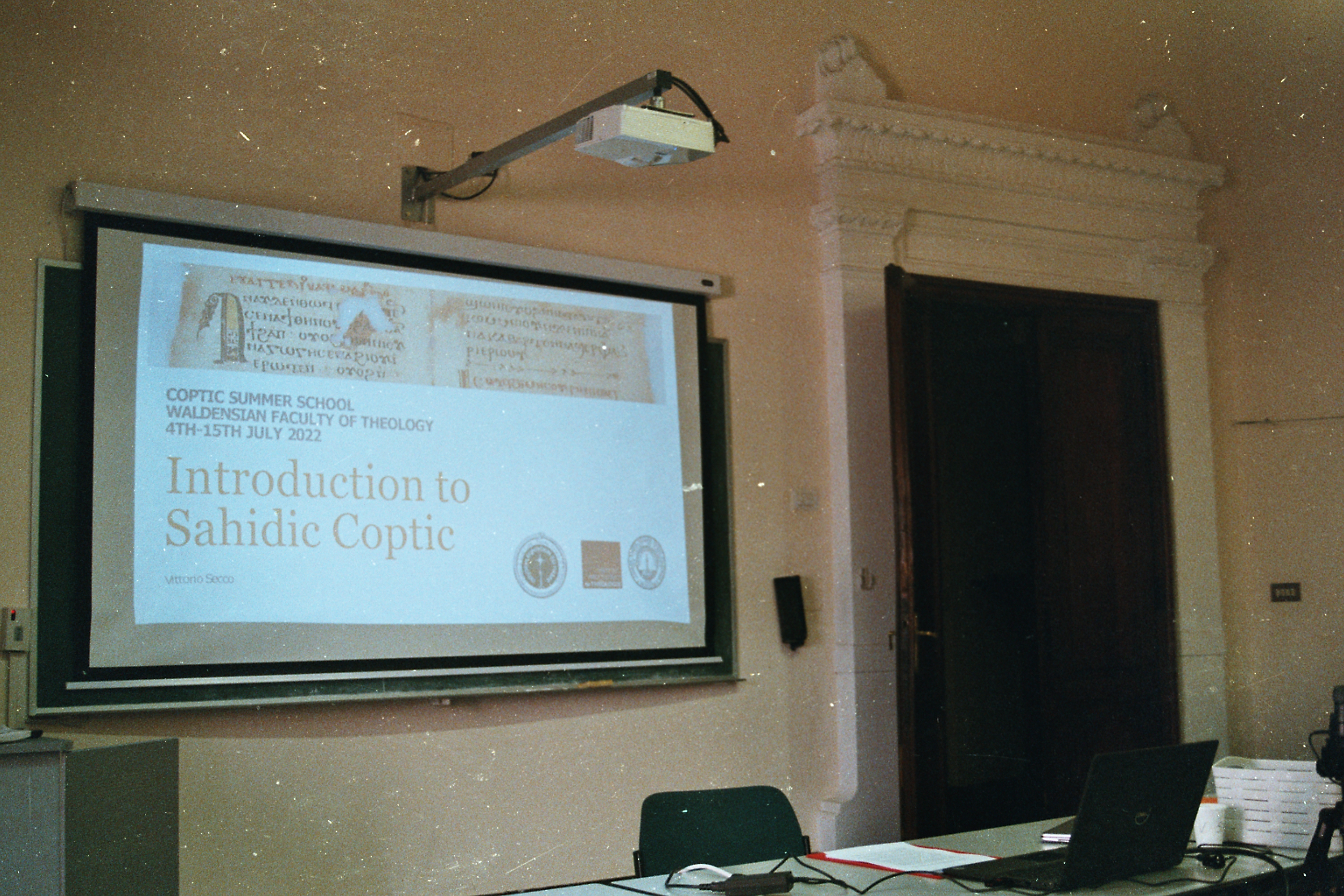
Corso di lingua copta tenuto presso la Facoltà valdese di teologia (2022).

## La Facoltà valdese di teologia a Roma (1922)

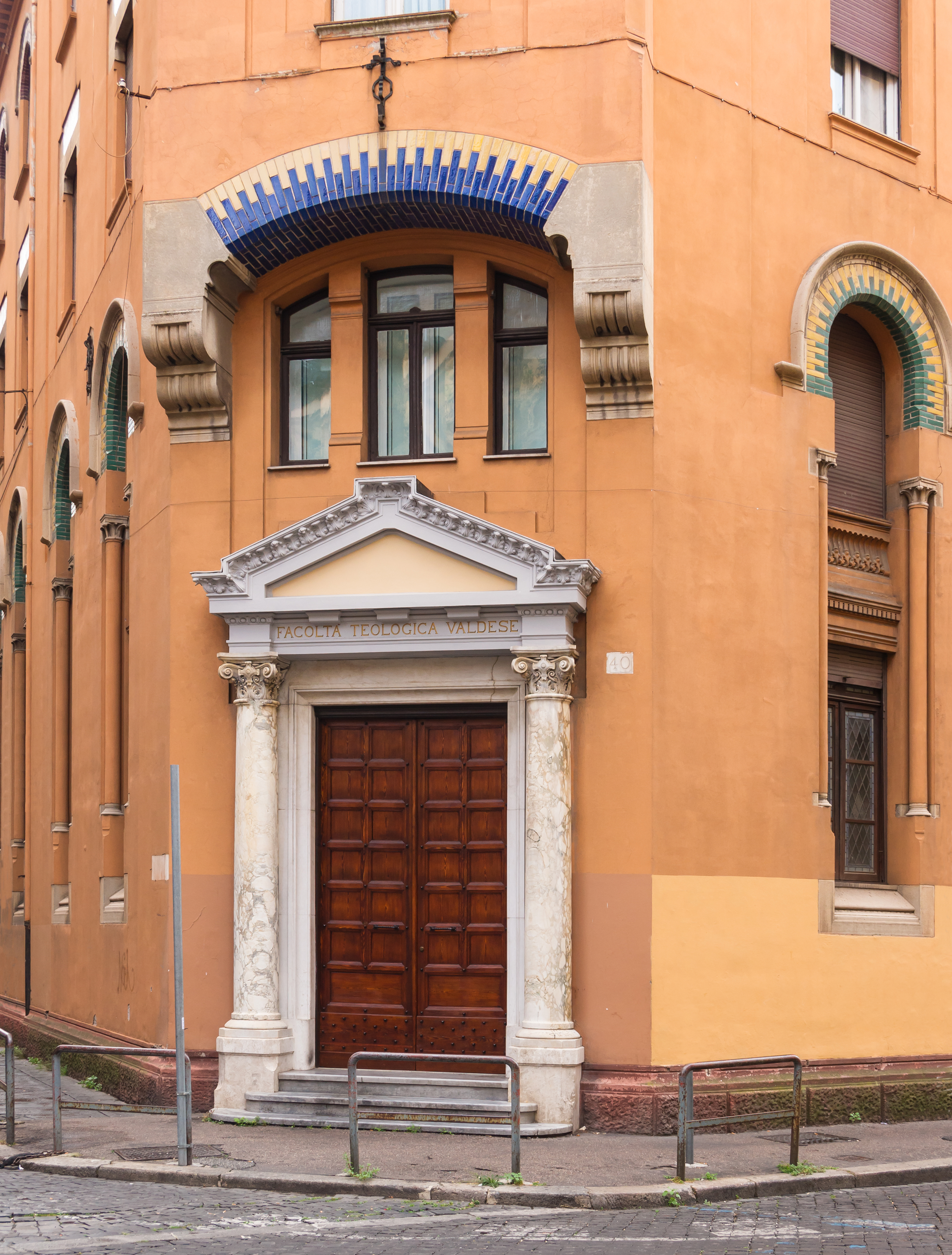
Ingresso della Facoltà valdese di teologia di Roma

Nel 1922 la Facoltà valdese di teologia venne trasferita a Roma, nell'edificio che occupa attualmente e che fu costruito appositamente su progetto di Giulio Magni. La decisione fu presa sia per consolidare la presenza valdese a Roma, divenuta capitale d'Italia nel 1870, sia per il nuovo spirito di unità che animava le chiese evangeliche italiane e che aveva portato al Congresso evangelico italiano del 1920. A Roma, in quel tempo, operava già una Facoltà teologica battista, che fu chiusa e riaperta a Rivoli (Torino) nel 1949 e poi definitivamente chiusa nei primi anni ‘70. Ma il nuovo spirito di unità non portò alla fusione delle Facoltà teologiche e all'unificazione della formazione teologica dei pastori. La Facoltà valdese di teologia continuava a rispondere ad una vocazione missionaria e alla fondamentale esigenza di evangelizzazione dell'Italia.
Sotto l'influsso della teologia dialettica e barthiana, introdotta in Italia nel secondo dopoguerra da Giovanni Miegge (1900-1961), Valdo Vinay (1906-1990) e Vittorio Subilia (1911-1988), la Facoltà riscopre il legame originario della chiesa valdese con la teologia della Riforma del XVI secolo, abbandonando il riferimento al Risveglio, puntando più decisamente sugli aspetti scientifici della ricerca teologica, ma senza rinunciare alla sua originale vocazione missionaria.
La Facoltà valdese di teologia ha raggiunto l'eccellenza teologica anche grazie a professori di fama internazionale, oggi emeriti, come Jan Alberto Soggin, esegeta dell'AT, e Paolo Ricca, docente di storia della chiesa ed ecumenista. L'interesse e il coinvolgimento ecumenico è senz'altro la nota che caratterizza quest'ultimo periodo della sua storia. La Facoltà si concepisce come un luogo di ricerca autonomo e con una precisa fisionomia, ma senza preclusioni e in aperto dialogo con la cultura sia laica sia cattolica.

## I compiti istituzionali
La Facoltà valdese di teologia è oggi la più nota istituzione accademica protestante italiana, l'unica appartenente al protestantesimo storico, cioè all'ambito delle chiese che discendono dalla Riforma del XVI secolo (esistono altre istituzioni accademiche della "costellazione" protestante che rilasciano titoli di studio accreditati: l'Istituto avventista di cultura biblica e la Facoltà pentecostale di Scienze Religiose). Essa assolve diversi e delicati compiti di importanza strategica in un paese a maggioranza cattolica e nella città che ospita il Vaticano.
- È rimasto chiaro il compito missionario. La Facoltà forma pastori con eccellenti competenze teologiche, in grado tanto di compiere il ministero ecclesiastico quanto di essere ambasciatori del protestantesimo sul territorio, sia sul piano ecumenico sia su quello culturale.
- Essa assolve un compito scientifico. La Facoltà non solo media la grande teologia e la cultura protestante anglosassone e del nord Europa in Italia, ma è anche la voce del protestantesimo mondiale a Roma.
- Infine assolve un compito ecumenico sia nel dialogo con la chiesa cattolica romana, sia nel dialogo interreligioso oggi così importante, sia nell'ambito dell'evangelismo italiano.
- In questo momento la Facoltà valdese di teologia è l'istituzione di formazione pastorale di riferimento del protestantesimo storico italiano e sempre di più anche delle chiese evangelicali. Essa forma i pastori valdesi e metodisti italiani e, dalla chiusura del Seminario Battista Internazionale di Rueschlikon (Svizzera), i pastori battisti italiani.

## La Biblioteca e "Protestantesimo"
La Biblioteca della Facoltà valdese di teologia conta oltre 100.000 volumi e 300 periodici. Essa è la più specializzata biblioteca teologica italiana a disposizione di studenti e ricercatori che possono usufruire del meglio della produzione protestante europea e mondiale in tutte le lingue. Dal 1952 la Facoltà pubblica la rivista “Protestantesimo” che con i suoi articoli contribuisce al dialogo del protestantesimo con la cultura italiana.